# Mirzapur (upazila)

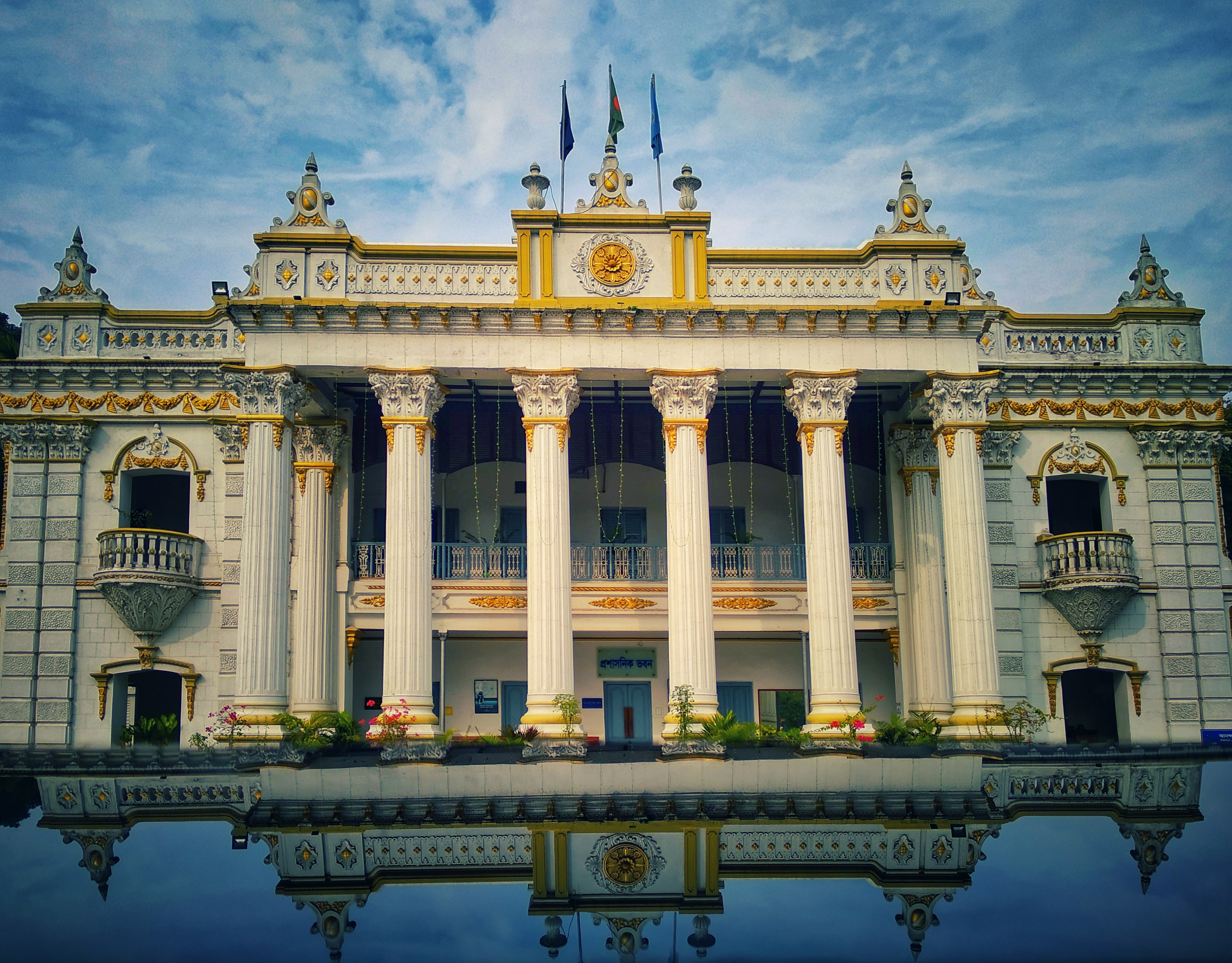
Mohera Zamindar Bari.

Mirzapur (en bengali : মির্জাপুর) est une upazila du Bangladesh dans le district de Tangail. En 2011, on y dénombrait 407 781 habitants.